# 南あわじ市立八木小学校
南あわじ市立八木小学校（みなみあわじしりつ やぎしょうがっこう）は、兵庫県南あわじ市八木大久保にある公立小学校。　

## 沿革
- 1874年(明治7年)5月1日 - 養宜小学校として開校。
- 1892年(明治25年)10月 - 八木尋常小学校と改称。
- 1910年(明治43年)4月4日 - 八木尋常高等小学校と改称。
- 1941年(昭和16年)4月1日 - 八木国民学校と改称。
- 1947年(昭和22年)4月1日 - 八木小学校と改称。
- 1955年(昭和30年)4月1日 - 町村合併により三原町立八木小学校と改称。
- 2005年(平成17年)1月11日 - 南あわじ市の発足により南あわじ市立八木小学校と改称。

## 通学区域
- 南あわじ市八木地区[1]

## 進路状況
ほとんどの児童は南あわじ市立三原中学校へ進学する。

## 通学区域が隣接している学校
- 南あわじ市立阿万小学校
- 南あわじ市立神代小学校
- 南あわじ市立市小学校
- 南あわじ市立榎列小学校
- 南あわじ市立倭文小学校
- 南あわじ市・洲本市小中学校組合立広田小学校
- 洲本市立由良小学校